# Euxoa esta
Euxoa esta là một loài bướm đêm trong họ Noctuidae.